# Беляева, Элеонора Валериановна
Элеоно́ра Валериа́новна Беля́ева (урождённая Матвеева; 1 декабря 1935 — 20 апреля 2015) — советский и российский музыкальный редактор, в течение 32 лет — ведущая программы «Музыкальный киоск», выходившей на советском телевидении. Заслуженная артистка РСФСР (1982).

## Биография
Родилась в селе Рамонь Берёзовского района (ныне Рамонский район) Воронежской области в семье военнослужащего.
В 1943 году Беляева поступила в воронежскую Центральную музыкальную школу по классу фортепиано, которую в 1952 году окончила по классу фортепиано с отличием. В 1951 году была зачислена в Воронежское музыкальное училище, которое окончила в 1956 году, получив красный диплом. В 1961 с первой попытки поступила на вокальное отделение Московского государственного музыкально-педагогического института имени Гнесиных (ныне Российская академия музыки имени Гнесиных), которое окончила в 1961 году. Институт Беляева окончила также с красным дипломом.
По образованию — концертно-камерная и оперная певица. Сразу же после сдачи экзамена в институте потеряла голос из-за того, что её неправильно учили. Её голос в институте определили как колоратурное сопрано, а оно было лирическое. В результате на экзамене она порвала связки.
Из-за потери голоса ей пришлось отказаться от певческой карьеры. Чтобы прокормить себя и маленькую дочь, она занималась переписыванием нот и давала уроки игры на фортепиано.
С 1961 по 1994 год работала на Центральном телевидении. С декабря 1961 года по декабрь 1993 года — ведущая программы «Музыкальный киоск».
В 1975 году была инициатором записи «Машины времени» для программы «Музыкальный киоск».
Участница различных музыкальных фестивалей, ведущая концертов из цикла «Новые звёзды России» и абонементов «Звёзды классического балета».
В 1984 году в паре с журналистом Юрием Филиновым вела передачу «Песня года».
После закрытия «Музыкального киоска» и ухода с телевидения в 1993 году заболела раком. Её спас продюсер Валерий Сергеев, договорившийся о срочной операции с нейрохирургом Александром Коноваловым. После выздоровления работала ведущей концертов и фестивалей. Была гостем программы «Здоровье», а в 2002 году — героем программы «Кумиры».
В 2014 году была ведущей концерта лауреата международных конкурсов, пианиста и композитора Александра Бисерова.
В последние годы Беляева редко появлялась на публике. Жила в московской квартире, общаясь только с близкими друзьями и родными — дочерью Марией и внучкой Настей.
Скончалась 20 апреля 2015 года в Москве на 80-м году жизни из-за оторвавшегося тромба. Похоронена в Москве на Котляковском кладбище (3 уч.) рядом с родителями.

### Семья
Была трижды замужем. Всех мужей звали Анатолиями.
Первый муж — баянист Анатолий Беляев (род. 1931), народный артист России.
Дочь Мария Беляева, художник.

## Награды и почётные звания
- «Золотое перо России» (1968)
- Заслуженная артистка РСФСР (1982)

## Фильмография
- 1978 — Женщина, которая поёт — член жюри конкурса (нет в титрах)
- 1982 — Путешествие будет приятным — телеведущая